# پیشرفت مدارس
پیشرفت مدارس کتابی از روبرآلکساندر دوتران با ترجمهٔ محمود منصور است که در سال ۱۳۳۶ منتشر و برندهٔ جایزه کتاب سال سلطنتی شد.